# 螣蛇
螣蛇，或作騰蛇，在中國古代文獻中泛指能飛行的蛇，能興霧乘雲，為中國古代的神獸之一。

## 典故
螣蛇一詞典出於《荀子·勸學》「螣蛇無足而飛，鼯鼠五技而窮」，指螣蛇雖然無足，卻比多技的鼯鼠更能騰雲駕霧，遊走空中，藉此比喻凡人做事理當專心一致，最終必能取得成功。《荀子》的《談叢》篇提到「騰蛇遊霧而生，騰龍乘雲而舉」，《雜言》篇提到「騰蛇遊於霧露，乘於風雨而行，非千里不止」，均表示螣蛇是一條擅於乘霧飛天的神蛇。
《爾雅·釋魚》中亦有提及「螣」即「螣蛇」，東晉郭璞為其作注，指螣蛇為「龍類也，能興雲霧而游其中」。《楚辭·九懷·通路》中有「騰蛇兮後從，飛駏兮步旁」句；《鬼谷子·上卷·反應》有「如螣蛇之所指，若羿之引矢」句；下卷〈本經陰符〉七篇中，有一篇以「實意法螣蛇」為題，全七篇以螣蛇與五龍、靈龜、伏熊、騺鳥、猛獸、靈蓍等並列。《慎子·威德》有「故騰蛇遊霧，飛龍乘雲」句；《韓非子·十過》中亦有「虎狼在前，鬼神在後。騰蛇伏地。鳳皇覆上」句；《淮南子·主術訓》有「夫螣蛇遊霧而動，應龍乘雲而舉」句，《泰族訓》有「螣蛇雄鳴於上風，雌鳴於下風而化成形，精之至也」句；桓寬《鹽鐵論》中有「故賢者得位，猶龍得水，騰蛇游霧也」句；《後漢書·仲長統傳》中則有「騰蛇棄鱗，神龍喪角」句。

## 蛇與龜
螣蛇多與神龜並稱，因此被視為玄武的分身。在《後漢書·張衡傳》中載張衡所作《思玄賦》，當中有「玄武縮於殼中兮，螣蛇蜿而自糾」之句。曹操著名詩作《龜雖壽》中亦有「神龜雖壽，猶有竟時。騰蛇乘霧，終為土灰」之句。在宋代宮殿儀仗制式中，有所謂的「真武隊」，當中陣容就包括「金吾折衝都尉一員，仙童、真武、螣蛇、神龜旗各一」。然而，另有說法指螣蛇是五方神獸的獨立一員，位居中央，色尚黃。

## 天文學
在中國天文學上，螣蛇是北方玄天室宿下的十一星官之一，下掌二十二星。《晉書·天文志》載：「騰蛇二十二星，在營室北，天蛇也，主水蟲。」螣蛇星官所涉及的星座有仙女座、蠍虎座、仙后座、仙王座及天鵝座。下表為室宿螣蛇二十二星的中西星名對照：
| 中國星名   | 現代星名（位置） | 所屬星座                    |
| ---------- | ---------------- | --------------------------- |
| 螣蛇一     | α Lac            | 蝎虎座α（蠍虎座最亮的恆星） |
| 螣蛇二     | 4 Lac            | 蝎虎座4                     |
| 螣蛇三     | π2 Cyg           | 天鵝座π2                    |
| 螣蛇四     | π1 Cyg           | 天鵝座π1                    |
| 螣蛇五     | -                | -                           |
| 螣蛇六     | -                | -                           |
| 螣蛇七     | HIP106886        | 仙王座                      |
| 螣蛇八     | 13 Cep           | 仙王座13                    |
| 螣蛇九     | ε Cep            | 仙王座ε                     |
| 螣蛇十     | β Lac            | 蝎虎座β                     |
| 螣蛇十一   | σ Cas            | 仙后座σ                     |
| 螣蛇十二   | ρ Cas            | 仙后座ρ                     |
| 螣蛇十三   | τ Cas            | 仙后座τ                     |
| 螣蛇十四   | AR Cas           | 仙后座AR                    |
| 螣蛇十五   | 9 Lac            | 蝎虎座9                     |
| 螣蛇十六   | 3 And            | 仙女座3                     |
| 螣蛇十七   | 7 And            | 仙女座7                     |
| 螣蛇十八   | 8 And            | 仙女座8                     |
| 螣蛇十九   | λ And            | 仙女座λ                     |
| 螣蛇二十   | ψ And            | 仙女座ψ                     |
| 螣蛇二十一 | κ And            | 仙女座κ                     |
| 螣蛇二十二 | ι And            | 仙女座ι                     |

## 其他意義
「錦螣蛇」是歷代皇朝服飾中的其中一種裝飾，多指衣袍上的華麗束帶。道教中，螣蛇一詞則為內煉名詞，指脾臟的真土之氣。中國術數六壬課中，有「十二天將」，當中亦包括「騰蛇」。騰蛇的形象為被火炎包藏著的大蛇，是屬火的凶將，居於巳，主驚恐怖畏。

## 備註
1. ↑  台灣教育部國語辭典：「螣蛇無足而飛」條
2. ↑  .   [2009-02-02]. （原始内容存档于2009-01-31）.
3. ↑  .   [2009-02-02]. （原始内容存档于2016-03-05）.
4. ↑  .   [2009-02-02]. （原始内容存档于2005-12-18）.
5. ↑  .   [2009-02-02]. （原始内容存档于2004-12-27）.